# Leonardo Corti
Leonardo Andrés Corti (San Pedro, 29 gennaio 1981) è un ex calciatore argentino, di ruolo portiere.

## Carriera
È cresciuto nelle giovanili dell'Almagro.
Dal 2009 gioca con il San Martín (SJ).

## Palmarès

### Club

#### Competizioni nazionali
- Primera B Nacional: 1

Almagro: Apertura 2004